# برينت بيترسون
برينت بيترسون هو لاعب هوكي الجليد كندي، ولد في 15 فبراير 1958 في كالغاري في كندا.

## وصلات خارجية
- برينت بيترسون على موقع دوري الهوكي الوطني (الإنجليزية)
- برينت بيترسون على موقع EliteProspects.com (الإنجليزية)
- برينت بيترسون على موقع HockeyDB.com (الإنجليزية)
- برينت بيترسون على موقع Hockey-Reference.com (الإنجليزية)